# NGC 2814
NGC 2814 este o galaxie spirală situată în constelația Ursa Mare. A fost descoperită în 3 aprilie 1791 de către William Herschel. Se află la o distanță de 26,22 de megaparseci de Pământ.